# Median
MEDIAN, s.r.o. je česká výzkumná agentura, která se zabývá výzkumem trhu, médií a veřejného mínění. Agenturu v roce 1993 založil Přemysl Čech. Firma od roku 2002 působí i na Slovensku. V letech 2009–2018 v ní působil sociolog Daniel Prokop. Je členem profesního sdružení SIMAR.
Oblasti výzkumu:
- akademická sféra
- B2B
- farmacie
- finanční služby
- maloobchod
- média
- neziskový sektor
- reklama a značky
- rychloobrátkové zboží
- služby
- státní sféra
- telekomunikace
- výzkumy veřejného mínění